# Faust IV
Faust IV è il quarto album in studio della band tedesca Faust, pubblicato nel 1973. Questo è l'ultimo album registrato dalla band teutonica prima dello scioglimento, causato dalla bocciatura dell'uscita del loro quinto progetto da parte della Virgin Records.

## Tracce

### LP
Il disco è uno dei lavori più sperimentali, innovativi e avanguardistici di tutta la storia della musica rock. Il capolavoro del disco è la canzone di apertura dell'LP, una suite strumentale lunga 11 minuti formata da un'orgia cacofonica, il cui unico strumento riconoscibile è la batteria dal minuto 7. Nonostante ciò, il componimento è dotato di un ritmo ai limiti del compulsivo, riuscendo a dare una dimensione quasi metafisica, di turbamento, ma allo stesso tempo di completo stupore. 
Lato A
1. Krautrock – 11:47
2. The Sad Skinhead – 2:43
3. Jennifer – 7:11

Lato B
1. Just a Second (Starts Like That!) – 3:35
2. Giggy Smile / Picnic on a Frozen River, Deuxieme Tableau – 7:45
3. Läuft...Heißt Das Es Läuft Oder Es Kommt Bald...Läuft – 4:28
4. Run – 3:40
5. It's a Bit of a Pain – 3:08

### CD
1. Krautrock – 11:47
2. The Sad Skinhead – 2:43
3. Jennifer – 7:11
4. Just a Second (Starts Like That!) – 3:35
5. Giggy Smile / Picnic on a Frozen River, Deuxieme Tableau – 7:45
6. Läuft...Heißt Das Es Läuft Oder Es Kommt Bald...Läuft – 4:28
7. Run – 3:40
8. It's a Bit of a Pain – 3:08

## Formazione
- Werner "Zappi" Diermaier – percussioni
- Hans Joachim Irmler – organo
- Jean-Hervé Péron – basso elettrico
- Rudolf Sosna – chitarra e tastiere
- Gunter Wüsthoff – sintetizzatore e sax

## Produzione
- Kurt Graupner – ingegnere del suono
- Uwe Nettelbeck – produttore, grafico